# Herma Bauma
Hermine Bauma, née le 23 janvier 1915 à Vienne et morte le 9 février 2003 dans la même ville, est une athlète autrichienne spécialiste du lancer du javelot.
Championne olympique en 1948, elle est la seule athlète autrichienne à avoir remporté un titre mondial ou olympique.

## Biographie
Lors des Jeux de Londres en 1948, elle remporte la médaille d'or.

### Palmarès
| Date | Compétition           | Lieu      | Résultat | Performance |
| ---- | --------------------- | --------- | -------- | ----------- |
| 1936 | Jeux olympiques       | Berlin    | 4e       | 41,66 m     |
| 1948 | Jeux olympiques       | Londres   | 1re      | 45,57 m     |
| 1950 | Championnats d'Europe | Bruxelles | 2e       | 43,87 m     |
| 1952 | Jeux olympiques       | Helsinki  | 9e       | 42,54 m     |